# Methaantetracarboxylaat
In de scheikunde is methaantetracarboxylaat een tetravalent anion met de formule {\displaystyle {\ce {C5O8^{4-}}}} of, met wat meer nadruk op de structuur van het deeltje: {\displaystyle {\ce {C(COO^{-})4}}}. In het ion zijn vier carboxylaatgroepen gekoppeld aan hetzelfde koolstofatoom. Het ion heeft dus de koolstofstructuur van neopentaan (2,2-dimethylpropaan). Het is een koolstof-zuurstof-anion: het bestaat slechts uit koolstof en zuurstof.
De naam wordt ook gebruikt voor elk zout met dit anion, evenals voor elke ester met deze structurele eenheid als bouwsteen.
De zouten en esters komen weinig voor en toepassingen beperken zich tot de chemische research. Het natriumzout, {\displaystyle {\ce {Na4[C(COO)4]}}}, kan gesynthetiseerd worden via de oxidatie van penta-erytritol, {\displaystyle {\ce {C(CH2OH)4}}}, met zuurstof in een natriumhydroxide-oplossing bij pH = 10 en ongeveer 60 °C in aanwezigheid van een palladium-katalysator.

## Methaantetracarbonzuur
Het anion kan beschouwd worden als het resultaat van vier achtereenvolgende ionisatiestappen van methaantetracarbonzuur, een hypothetische organische verbinding met de formule {\displaystyle {\ce {C5H4O8}}}, of {\displaystyle {\ce {C(COOH)4}}}. Tot 2009 is dit zuur nog niet gesynthetiseerd, en aangenomen wordt dat het instabiel zal zijn. De tetra-ethylester, {\displaystyle {\ce {C((C=O)OC2H5)4}}} is echter commercieel verkrijgbaar en is toegepast in organische syntheses.